# St. Elmo's Fire
St. Elmo's Fire is een romantische dramafilm uit 1985 onder regie van Joel Schumacher. De film heeft acteurs uit de Brat Pack in de hoofdrollen.
De film gaat over een groep vrienden die zojuist zijn afgestudeerd aan de Universiteit van Georgetown en moeten beslissen wat ze willen doen met de rest van hun leven.

## Rolverdeling
| Acteur           | Personage                   | Beschrijving |
| ---------------- | --------------------------- | --- |
| Emilio Estevez   | Kirby Keger                 | Onder zijn vrienden bekend als "Kirbo". Hij is een kelner bij de St. Elmo's Bar, maar is van plan advocaat te worden. Hij woont samen met een vriend van de universiteit, Kevin Dolenz. Hij heeft onlangs een vrouw ontmoet op wie hij verliefd is geworden en doet er alles aan haar te imponeren. |
| Rob Lowe         | Billy Hicks                 | De herrieschopper van de groep die geen baan kan behouden. Hij vindt het leven na de universiteit verschrikkelijk en is nog minder gelukkig met het feit dat hij een getrouwde vader is. Hij heeft talent in het spelen van de saxofoon.                                                            |
| Andrew McCarthy  | Kevin Dolenz                | De verlegen schrijver van de groep, die weinig ervaring heeft in de liefde. Hij is stiekem verliefd op iemand uit de vriendengroep, maar maakt hier een groot geheim van. Hij woont samen met Kirby Keger.                                                                                          |
| Demi Moore       | Julianna "Jules" Van Patten | Het feestbeest van de groep met een wilde levensstijl. Ze is de beste vriendin van Leslie Hunter en woont in een duur appartement. Ze heeft veel vriendjes, maar zoekt stiekem ook naar de ware liefde.                                                                                             |
| Judd Nelson      | Alec Newbury                | Een ambitieuze democraat die graag een carrière wil in de politiek. Hij wil niets liever dan trouwen met Leslie, maar houdt er wel een affaire op na. |
| Ally Sheedy      | Leslie Hunter               | Alecs vriendin die een architecte wil worden. Ze wil eerst carrière maken voordat ze trouwt en een gezin begint, hetgeen Alec minder bevalt. Gedurende de film begint ze te twijfelen aan haar relatie met hem.                                                                                     |
| Mare Winningham  | Wendy Beamish               | Een onschuldige maagd die uit een welvarende familie komt. Ze probeert zich los te breken van haar overbeschermende familie. Haar vader ziet zijn dochter het liefst trouwen met een zekere man, maar Wendy heeft geen interesse in hem.                                                            |
| Martin Balsam    |                             | |
| Andie MacDowell  |                             | |
| Joyce Van Patten |                             | |
| Jenny Wright     |                             | |
| Blake Clark      |                             | |
| Matthew Laurance |                             | |